# Горошек тонколистный
Горошек тонколистный, или вика тонколистная (лат. Vícia tenuifólia), — травянистое растение, вид рода Горошек (Vicia) семейства Бобовые (Fabaceae).
Многолетнее растение с тонкими прямостоячими жёсткими стеблями, с парноперистыми листьями, заканчивающимися разветвлённым усиком, с цветками, собранными в густые кисти.

## Ботаническое описание

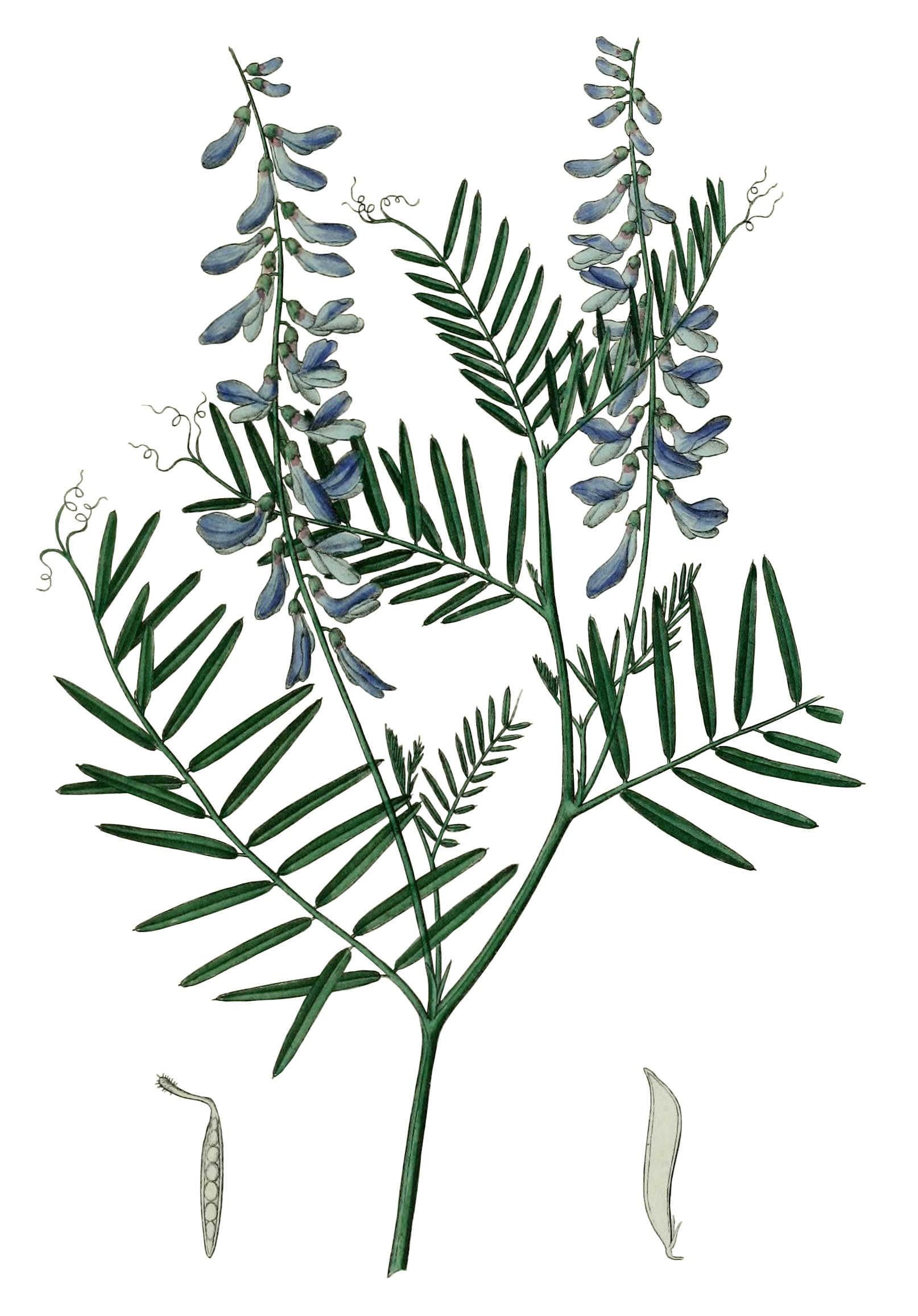

Многолетнее травянистое растение с прямостоячими или восходящими стеблями до 100 см высотой, ребристыми, прижатоопушёнными или голыми. Листья парноперистые, с полустреловидными двунадрезанными прилистниками. Листочки в 6—13 парах, в двух плоскостях, образующих острый угол, линейные до линейно-ланцетных, 1—3 см длиной и 2—6 мм шириной, на верхушке притупленные, с остроконечием. Усик, которым заканчивается лист, с 2—3 разветвлениями.
Цветки собраны по 20—30 в густые кисти 15—30 см длиной, чашечка короткоколокольчатая. Венчик лиловый, редко белый, 1,2—1,8 см длиной. Флаг стянутый в средней части, около 14×4 мм, крылья равны флагу по длине, лодочка короче.
Плод — продолговато-ланцетный боб 1,8—3 см длиной и 3—7 мм шириной, с обоих концов заострённый, с 4—7 шаровидными или широкоэллиптическими, в той или иной степени сплюснутыми, красно-чёрно-коричневыми, иногда пятнистыми, семенами 3—4,5×2,5—3,5 мм.

## Распространение
Произрастает в Евразии — от материковой Западной Европы до Дальнего Востока, а также в Северо-Западной Африке. Завезён в Великобританию, в Северную Америку (восток Канады, северо-восток США) и на Гавайи.

## Значение и применение
В свежем виде и сене хорошо поедается коровами, лошадьми и овцами. По наблюдениям на Северном Кавказе на пастбище поедалось 96 % всех побегов. Медоносное растение.
Сорное растение в посевах зерновых культур и многолетних трав в чернозёмной зоне.

## Классификация

### Таксономия
Vicia tenuifolia Roth, 1788, Tent. Fl. Germ. 1: 309
Вид Горошек тонколистный относится к роду Горошек (Vicia) подсемейства Мотыльковые (Papilionoideae) семейства Бобовые (Fabaceae) порядка Бобовоцветные (Fabales). Таксономическая схема в соответствии с Системой APG IV по состоянию на декабрь 2023 года:
|  |                                      |  |                                   |                                   |                   |  | ещё 3 семейства | ещё 3 семейства   |                          |  |  |  | еще 523 рода                                                    | еще 523 рода         |  |  |
|  |                                      |  |                                   |                                   |                   |  | ещё 3 семейства | ещё 3 семейства   |                          |  |  |  | еще 523 рода                                                    | еще 523 рода         |  |  |
|  |                                      |  |                                   | порядок Бобовоцветные             |                   |  |                 |                   | подсемейство Мотыльковые |  |  |  |                                                                 | Горошек тонколистный |  |  |
|  |                                      |  |                                   | порядок Бобовоцветные             |                   |  |                 |                   | подсемейство Мотыльковые |  |  |  |                                                                 | Горошек тонколистный |  |  |
|  | отдел Цветковые, или Покрытосеменные |  |                                   |                                   | семейство Бобовые |  |                 |                   | род Горошек              |  |  |  |                                                                 |                      |  |  |
|  | отдел Цветковые, или Покрытосеменные |  |                                   |                                   |                   |  |                 |                   |                          |  |  |  |                                                                 |                      |  |  |
|  |                                      |  | ещё 63 порядка цветковых растений | ещё 63 порядка цветковых растений |                   |  |                 | еще 5 подсемейств | еще 5 подсемейств        |  |  |  | еще 296 подтвержденных видов и 52 вида, ожидающих подтверждения |                      |  |  |
|  |                                      |  |                                   | ещё 63 порядка цветковых растений |                   |  |                 |                   | еще 5 подсемейств        |  |  |  |                                                                 |                      |  |  |

### Внутривидовые таксоны
- Vicia tenuifolia subsp. atroviolacea (Bornm.) Greuter & Burdet
- Vicia tenuifolia subsp. delmasii (Emb. & Maire) Dobignard
- Vicia tenuifolia subsp. subalpina (Grossh.) Zernov
- Vicia tenuifolia subsp. tenuifolia
- Vicia tenuifolia subsp. variabilis (Freyn & Sint.) Dinsm.
- Vicia tenuifolia subsp. villosa (Batt.) Greuter

### Синонимы
- Cracca tenuifolia (Roth) Gren. & Godr.
- Cracca tenuifolia (Roth) Opiz
- Ervum tenuifolium (Roth) Trautv.
- Vicia cracca f. tenuifolia (Roth) Gaudin
- Vicia cracca subsp. tenuifolia (Roth) Gaudin
- Vicia cracca subsp. tenuifolia (Roth) Corb.
- Vicia cracca subsp. tenuifolia (Roth) Bonnier & Layens
- Vicia cracca var. grandiflora Lange ex Willk.
- Vicia cracca var. leptophylla Fr.
- Vicia cracca var. tenuifolia (Roth) Beck
- Vicia cracca var. tenuifolia (Roth) Wahlenb.
- Vicia tenuifolia subsp. boissieri (Freyn) Radzhi